# Eksteritorijalna područja Svete Stolice u Italiji
Lateranskim ugovorima Italija je priznala Svetoj Stolici vlasništvo na nekoliko bazilika i drugih zgrada koji se nalaze izvan granica Vatikana, ali na i izvan područja Rima. Ta mjesta imaju status eksteritorijalni status. 

## Izvan Vatikana, ali na području Rima
- Bazilika sv. Ivana Lateranskog (Basilica di San Giovanni in Laterano);
- Bazilika sv. Marije Velike (Basilica di Santa Maria Maggiore);
- Bazilika sv. Pavla izvan zidina (Basilica di San Paolo fuori le Mura), uključujući i samostan ;
- Lateranska palača, Papinsko lateransko sveučilište i okolne zgrade;
- Palača sv. Kalista (San Callisto);
- neke zgrade na brežuljku Gianicolu, odnosno Papinsko sveučilište Urbaniana, Papinski sjevernoamerički kolegij i bolnica Bambino Gesù;
- Palača Svetih Apostola uz Baziliku Svetih Apostola;
- Palača uz Crkvu San Carlo ai Catinari;
- Palazzo della Dataria u blizini Kvirinalske palače;
- Palazzo della Cancelleria između Šetališta Vittorio Emanuele i Campo de' Fiori;
- Palača Kongregacije za evangelizaciju naroda na Piazza di Spagna;
- Palača Kongregacije za nauk vjere na Piazza del Sant'Uffizio u blizini Bazilike sv. Petra;
- Palača Kongregacije za Istočne crkve u Via della Conciliazione;
- Palača Vikarijata u Via della Pigna na kraju Šetališta Vittorio Emanuele i u blizini Piazza del Gesù;
- Collegio Bellarmino u Via del Seminario blizu Crkve Sant'Ignazio;
- Papinsko sveučilište Gregoriana s pogledom na Piazza della Pilotta;
- Papinski biblijski institut na Piazza della Pilotta;
- Arheološki institut, Papinski orijentalni institut, Lombardski kolegij i Ruski kolegij na Piazza Santa Maria Maggiore;
- dvije Palače Sant'Apollinare između Piazza Sant'Apollinare i Via della Serola;
- Starački dom za kler Svetog Ivana i Pavla, uključujući i Neronov nympheum, na brežuljku Celio;
- Campo Santo Teutonico.

## Izvan Rima
- Papinska palača, Villa Barberini i Villa Cybo (zajedno s okolnim vrtovima) u gradiću Castel Gandolfu (oko 55 hektara);
- područje Santa Maria di Galeria, gdje su smještene antene Radio Vatikana. Područje je donirala Italija Svetoj Stolici 1950-ih.

Svako od ova dva područja je zapravo veće od samog Vatikanskog Grada.

## Dodijeljeno Svetoj Stolici, ali bez eksteritorijalnog statusa
- Bazilika Sv. Kuće (Santa Casa) u Loretu, Pokrajina Ancona;
- Bazilika sv. Franje Asiškog u Asizu, Pokrajina Perugia;
- Bazilika sv. Antuna Padovanskog u Padovi, Pokrajina Padova.

## Vanjske poveznice
- Tekst Lateranskog ugovora  Arhivirana inačica izvorne stranice od 23. svibnja 2018. (Wayback Machine)